# 175588 Kathrynsmith
175588 Kathrynsmith este un asteroid din centura principală de asteroizi.

## Descriere
175588 Kathrynsmith este un asteroid din centura principală de asteroizi. A fost descoperit pe 3 octombrie 2006 la Apache Point de Andrew C. Becker. Asteroidul prezintă o orbită caracterizată de o semiaxă mare de 2,73 ua, o excentricitate de 0,07 și o înclinație de 10,5° în raport cu ecliptica.